# Antonín Hejna
Antonín Hejna (20. listopadu 1920 Úpice – 26. července 1986 Praha) byl významný český archeolog a jedna ze zakladatelských osobností archeologie středověku.

## Životopis

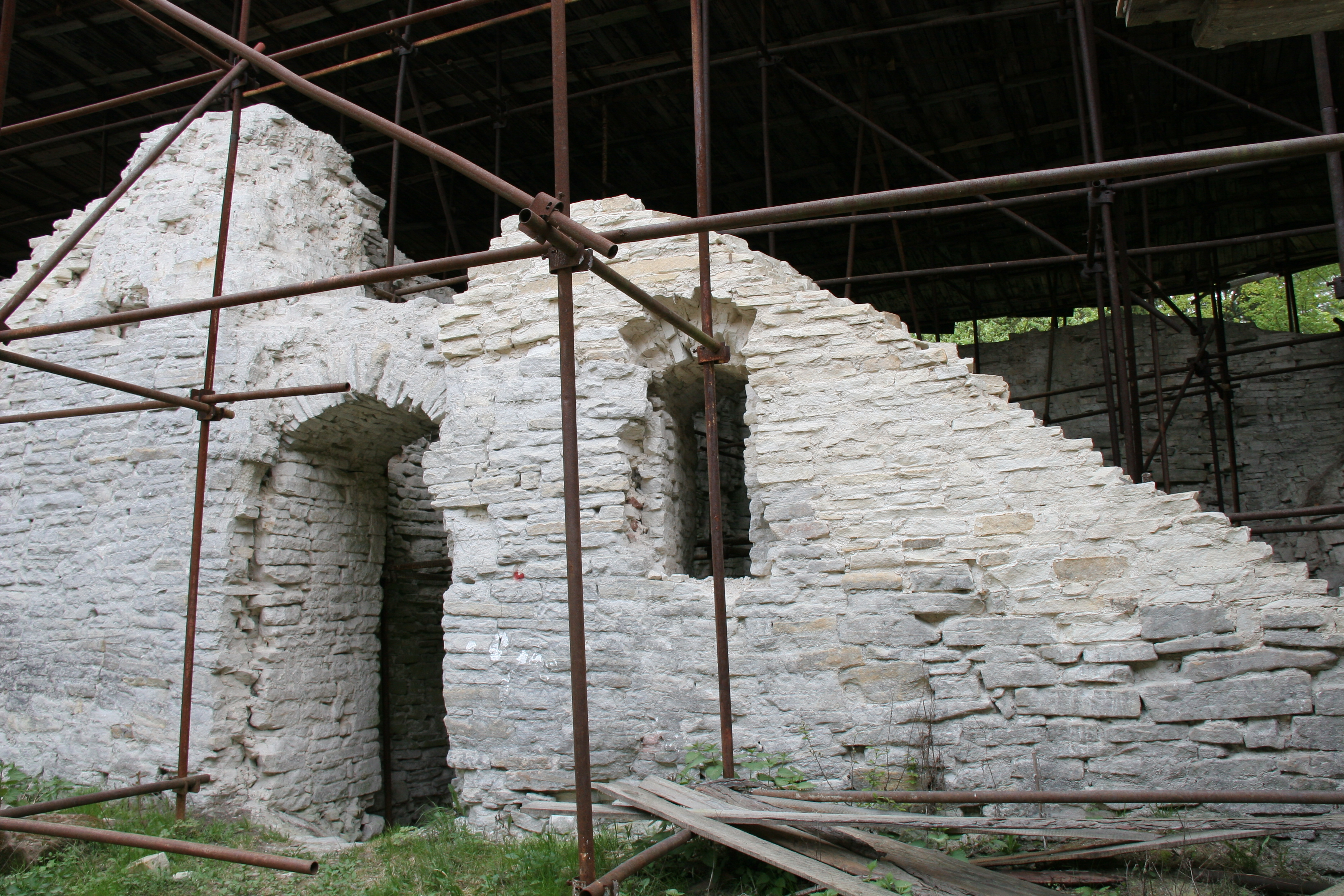
Hrad Vízmburk

Vystudoval latinu, češtinu, klasickou archeologii a dějiny umění na Filozofická fakulta Univerzity Karlovy v Praze. Akademický titul doktora filozofie získal v roce 1952. V letech 1952–1983 pracoval v Archeologickém ústavu Akademie věd, kde v roce 1962 získal akademickou hodnost kandidát věd. Věnoval se předstihovým a záchranným archeologickým výzkumům, výzkumům středověkých hradů, tvrzí, zemanských dvorů, měst, vesnic, kostelů (např. kostel svatého Jakuba ve Vroutku) nebo sklářských hutí. K významným zkoumaným objektům patří například zřícenina hradu Vízmburk nebo města Cheb a Tábor. Napsal a vydal několik odborných i popularizačních knih. Je autorem mnoha desítek vědeckých statí v časopisech či sbornících.